# Shanghu (köpinghuvudort i Kina, Zhejiang Sheng, lat 29,15, long 120,65)
Shanghu (kinesiska: 尚湖, 尚湖镇) är en köpinghuvudort i Kina. Den ligger i provinsen Zhejiang, i den östra delen av landet, omkring 130 kilometer söder om provinshuvudstaden Hangzhou. Antalet invånare är 13 856. Befolkningen består av 6 878 kvinnor och 6 978 män. Barn under 15 år utgör 17,0 %, vuxna 15-64 år 69 %, och äldre över 65 år 13,0 %.
Runt Shanghu är det ganska tätbefolkat, med 248 invånare per kvadratkilometer. Närmaste större samhälle är Jietou, 14,9 km öster om Shanghu. I omgivningarna runt Shanghu växer i huvudsak blandskog.
Genomsnittlig årsnederbörd är 2 209 millimeter. Den regnigaste månaden är juni, med i genomsnitt 377 mm nederbörd, och den torraste är januari, med 70 mm nederbörd.